# Doriopsilla
Doriopsilla är ett släkte av snäckor. Doriopsilla ingår i familjen Dendrodorididae.
Kladogram enligt Catalogue of Life:
| Doriopsilla | \| \| Doriopsilla albopunctata \| \| \| \| \| \| Doriopsilla areolata \| \| \| \| \| \| Doriopsilla fedalae \| \| \| \| \| \| Doriopsilla janaina \| \| \| \| \| \| Doriopsilla leia \| \| \| \| \| \| Doriopsilla nigromaculata \| \| \| \| \| \| Doriopsilla pelseneeri \| \| \| \| \| \| Doriopsilla pharpa \| \| \| \| \| \| Doriopsilla rowena \| \| \| \| |
|             | \| \| Doriopsilla albopunctata \| \| \| \| \| \| Doriopsilla areolata \| \| \| \| \| \| Doriopsilla fedalae \| \| \| \| \| \| Doriopsilla janaina \| \| \| \| \| \| Doriopsilla leia \| \| \| \| \| \| Doriopsilla nigromaculata \| \| \| \| \| \| Doriopsilla pelseneeri \| \| \| \| \| \| Doriopsilla pharpa \| \| \| \| \| \| Doriopsilla rowena \| \| \| \| |
|             | Dendrodoris |
|             | |
|             | Doriopsilla albopunctata |
|             | |
|             | Doriopsilla areolata |
|             | |
|             | Doriopsilla fedalae |
|             | |
|             | Doriopsilla janaina |
|             | |
|             | Doriopsilla leia |
|             | |
|             | Doriopsilla nigromaculata |
|             | |
|             | Doriopsilla pelseneeri |
|             | |
|             | Doriopsilla pharpa |
|             | |
|             | Doriopsilla rowena |
|             | |

|  | Doriopsilla albopunctata  |
|  |                           |
|  | Doriopsilla areolata      |
|  |                           |
|  | Doriopsilla fedalae       |
|  |                           |
|  | Doriopsilla janaina       |
|  |                           |
|  | Doriopsilla leia          |
|  |                           |
|  | Doriopsilla nigromaculata |
|  |                           |
|  | Doriopsilla pelseneeri    |
|  |                           |
|  | Doriopsilla pharpa        |
|  |                           |
|  | Doriopsilla rowena        |
|  |                           |

## Bildgalleri

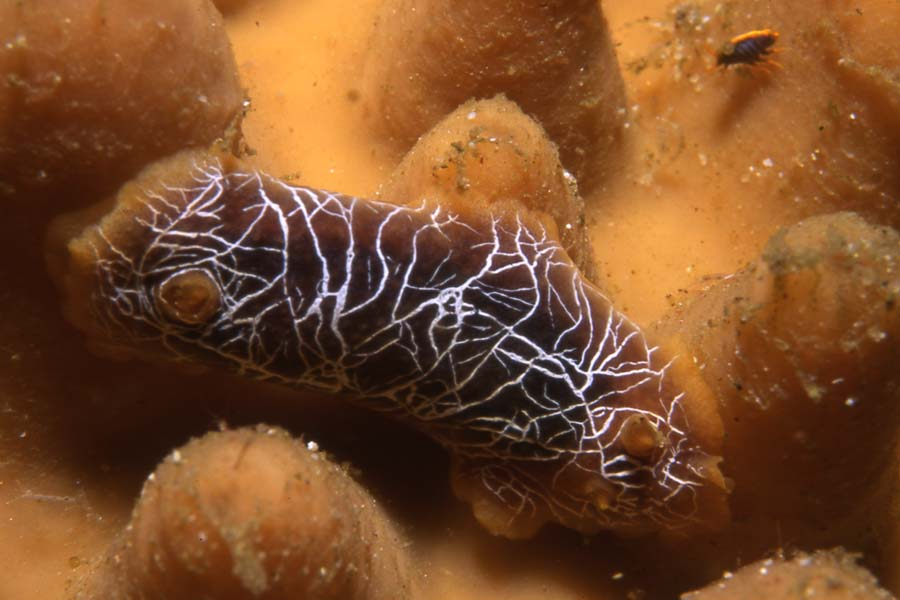
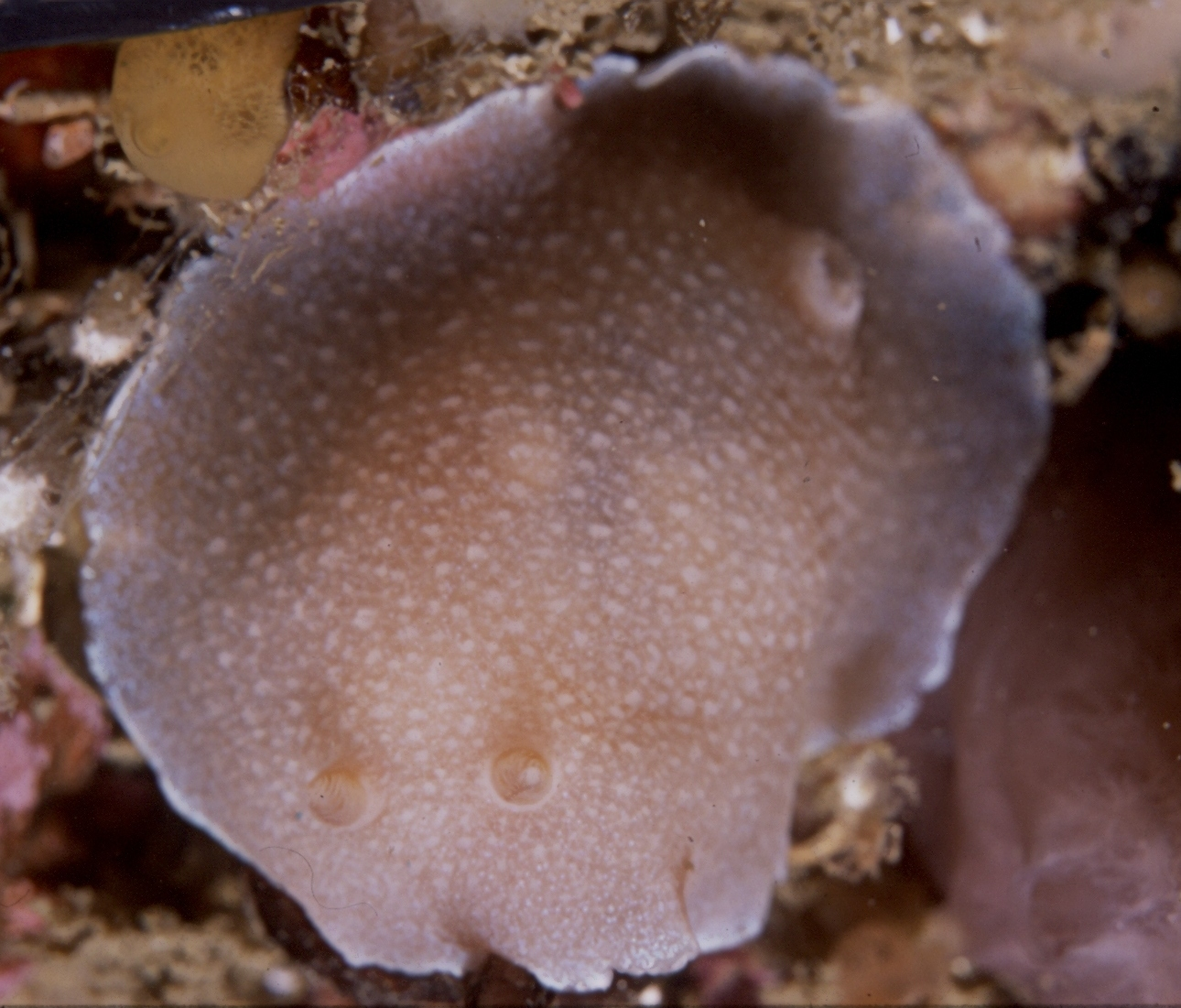
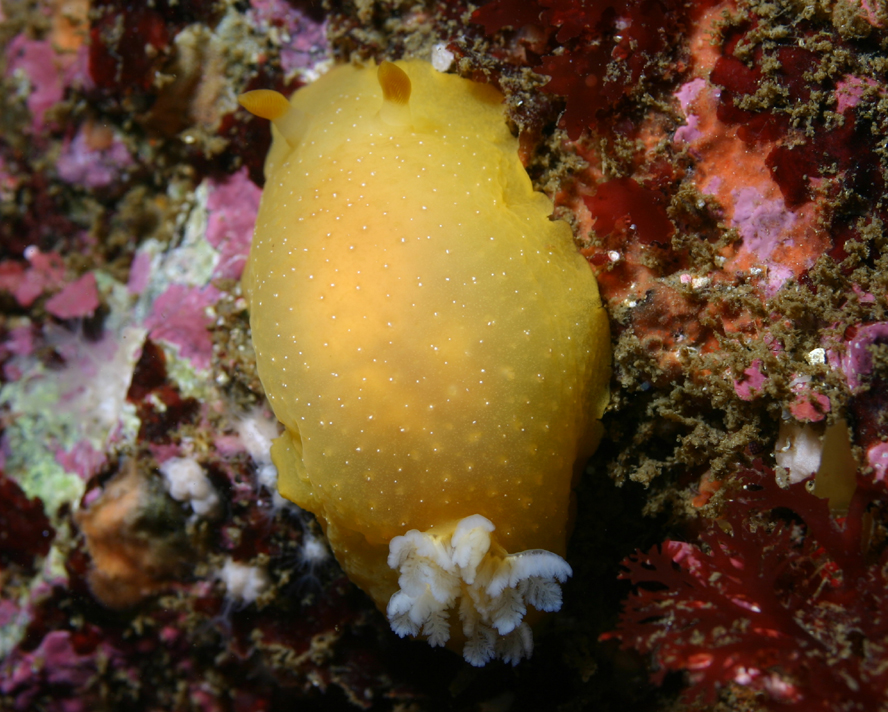